# American Football (groupe)
Pour le football américain, voir Football américain.
Pour les articles homonymes, voir American Football.
American Football est un groupe de rock américain, originaire d'Urbana, dans l'Illinois. Il est à l'origine actif entre 1997 et 2000 et se reforme en 2014. Le guitariste, bassiste et chanteur Mike Kinsella (ex-Cap'n Jazz et Joan of Arc), le batteur et trompettiste Steve Lamos (ex-The One Up Downstairs, The Firebird Band et Edward Burch and the Staunch Characters) et le guitariste Steve Holmes (The Geese) composent le groupe. American Football se réunit en 2014 et joue un concert en festival avant une tournée en tête d'affiche la même année.

## Biographie
Mike Kinsella et Steve Holmes se connaissent depuis tout jeune et sont même allés ensemble à la Wheeling High School de Wheeling, dans l'Illinois, où Kinsella jouait de la batterie pour Cap'n Jazz ; Holmes jouait de la guitare dans divers groupes. Kinsella et Lamos jouaient ensemble avec David Johnson et Allen Johnson en 1997 sous le nom de The One Up Downstairs.
David Johnson et Allen Johnson forment ensuite le groupe Very Secretary (et plus tard Favorite Saints), alors que Kinsella et Lamos s'associent à Steve Holmes. American Football enregistre deux EP en 1998 et son premier album en 1999, distribués par Polyvinyl Records. L'EP ne comprend aucun morceau de basse comparé à l'album.
Un an après la sortie du premier album, American Football devient un projet studio. Peu après, le groupe décide de se séparer d'un commun accord. Toujours est-il qu'American Football engrange un bon accueil pour son album.
Le 20 mars 2014, Polyvinyl Records annonce une édition de luxe de leur premier album, American Football. Le 2 avril 2014, Polyvinyl lance le site web americanfootballmusic.com. Le site expire le 21 avril 2014, après l'annonce de deux dates à Champaign et New York. Le groupe ajoute deux ou trois concerts supplémentaires à New York au Webster Hall, rapidement joués à guichet fermé. Pour ces dates, Nate Kinsella se joint à eux à la basse. Depuis leur succès retrouvé, American Football tourne à l'international, en Espagne, au Japon, et en Australie.
Le 23 août 2016, le groupe annonce la sortie de son second album, aussi intitulé American Football. Dans la même annonce, I've Been So Lost for So Long est publié en streaming sur SoundCloud. L'album sort le 21 octobre 2016 à l'international via Polyvinyl Records.

## Discographie
- 1998 : American Football (EP)
- 1999 : American Football (LP1)
- 2016 : American Football (LP2)
- 2019 : American Football (LP3)
- 2019 : Year One Demos (Compilation démos instrumentaux)